# Нізамуддін Ахмед-паша
Махмудоглу Нізамуддін Ахмед-паша ( османська турецька : محمود اوغلى نظام الدين أحمد پاشا ) — османський державний діяч. Він був другим великим візиром Османської імперії з 1331 по 1348 роки

## Життєпис
Народився в 1281 році на території сучасної Туреччини. Належав до османських улемів тих часів. Ім'я його батька було Ахі Махмуд, джерела називають його шейхом і сином (внуком) легендарного шейха Едебалі.
Історичні джерела також вказують на те, що Махмуд був серед тих, хто супроводжував Сулеймана-пашу у першій висадці в Румелію.
Про життя  Ахмеда-паші дуже складно дізнатися адже про нього залишилося дуже мало даних, документи теж по суті не збереглися. Достеменно відомо, що Ахмед-паша як свідок підписав документ вакуфа, заснованого Лала Шахіном. Також відомо, що Ахмед був візиром під час завоювання Ізніка (Нікеї)
В 1340 році Ахмет-паша точно був візиром. І всеж є певні непорозуміння, чи був  він візиром після 1340 року. Частина вчених вважає, що він носив титул візира в червні 1348 року, коли підписував вакуфнаме Лали Шахіна-паші[2], інша частина вважає, що з 1340 року візиром був Хаджі-паша[1]. І. Данишменд стверджував, що Ахмед-паша бул назначений в 1340 гоці.
Дата смерті Ахмета не відома, але І.Х. Узунчаршіли вважав, що він помер наближено до дати посля підписання вакуфнаме, в 1348 році.

## Родина
Згідно думки дослідника Є. Їлдизальпа, сином Ахмеда-паші був Сулейман-челебі(пом. 1422/1429), перший імам мечеті Улу-Джамі в Бурсі, написаний 1409 гоку Мевлід (розповідь про життя і піднесення пророка) в поезіях.